# Alsóodor
Alsóodor (szlovákul: Nižný Orlík, ukránul: Nyizsnyij Verlik) község Szlovákiában, az Eperjesi kerület Felsővízközi járásában.

## Fekvése
Felsővízköztől 4 km-re északnyugatra, az Ondava bal partján fekszik.

## Története
A falut az 1330-as években a német jog alapján Orlik bíró alapította. 1357-ben „Orlyuagasa” néven említik először. A szorocsányi uradalomhoz, majd a 14. század végétől Makovica várához tartozott. 1414-ben „Orlyh”-ként említik. 1427-ben lakói fel voltak mentve az adózás alól. 1618-ban „Also Orlich” néven tűnik fel az írott forrásokban. Lakói főként mezőgazdasággal és állattartással foglalkoztak. Ásványvízforrását a 18. században említik. A faluban posta is működött. 1787-ben 48 háza és 307 lakosa volt.
A 18. század végén Vályi András így ír róla: „Alsó, és Felső Orlich. Két orosz falu Sáros Várm. földes Ura G. Szirmay Uraság, fekszenek Duplinnak szomszédságában, mellynek filiáji lakosai külömbfélék, Alsó Orlichban posta is van, földgyeik közép termékenységűek, fájok, legelőjök van.”
A 19. században a Berke családnak kiterjedt kertészete volt a településen. 1828-ban 63 házában 476 lakos élt.
Fényes Elek 1851-ben kiadott geográfiai szótárában így ír a faluról: „Orlich, (Alsó és Felső), 2 orosz f., Sáros v., a makoviczi uradalomban, Duplin fil., 35 r., 1102 g. kath., 14 zsidó lak. Felső-Orlichon gör. kath. plebania és postahivatal van.”
Az első világháborúban határában súlyos harcok folytak az osztrák-magyar és a cári orosz csapatok között. 1920 előtt Sáros vármegye Felsővízközi járásához tartozott.
1943 és 1945 között élénk partizán tevékenység folyt a területén. A harcokban súlyos károkat szenvedett a község.

## Népessége
| Év:            | 1994. | 2004.   | 2014.    | 2024.   |
| -------------- | ----- | ------- | -------- | ------- |
| Emberek száma: | 262   | 257     | 309      | 334     |
| Eltérés:       |       | -1,90 % | +20,23 % | +8,09 % |

| Év:            | 2023. | 2024.   |
| -------------- | ----- | ------- |
| Emberek száma: | 318   | 334     |
| Eltérés:       |       | +5,03 % |

1910-ben 369, túlnyomórészt ruszin lakosa volt.
2001-ben 260 lakosából 169 szlovák 71 ruszin és 18 ukrán volt.
2011-ben 286 lakosából 170 szlovák, 91 ruszin és 16 ukrán.

## Nevezetességei
18. századi fa haranglába.